# Frequens

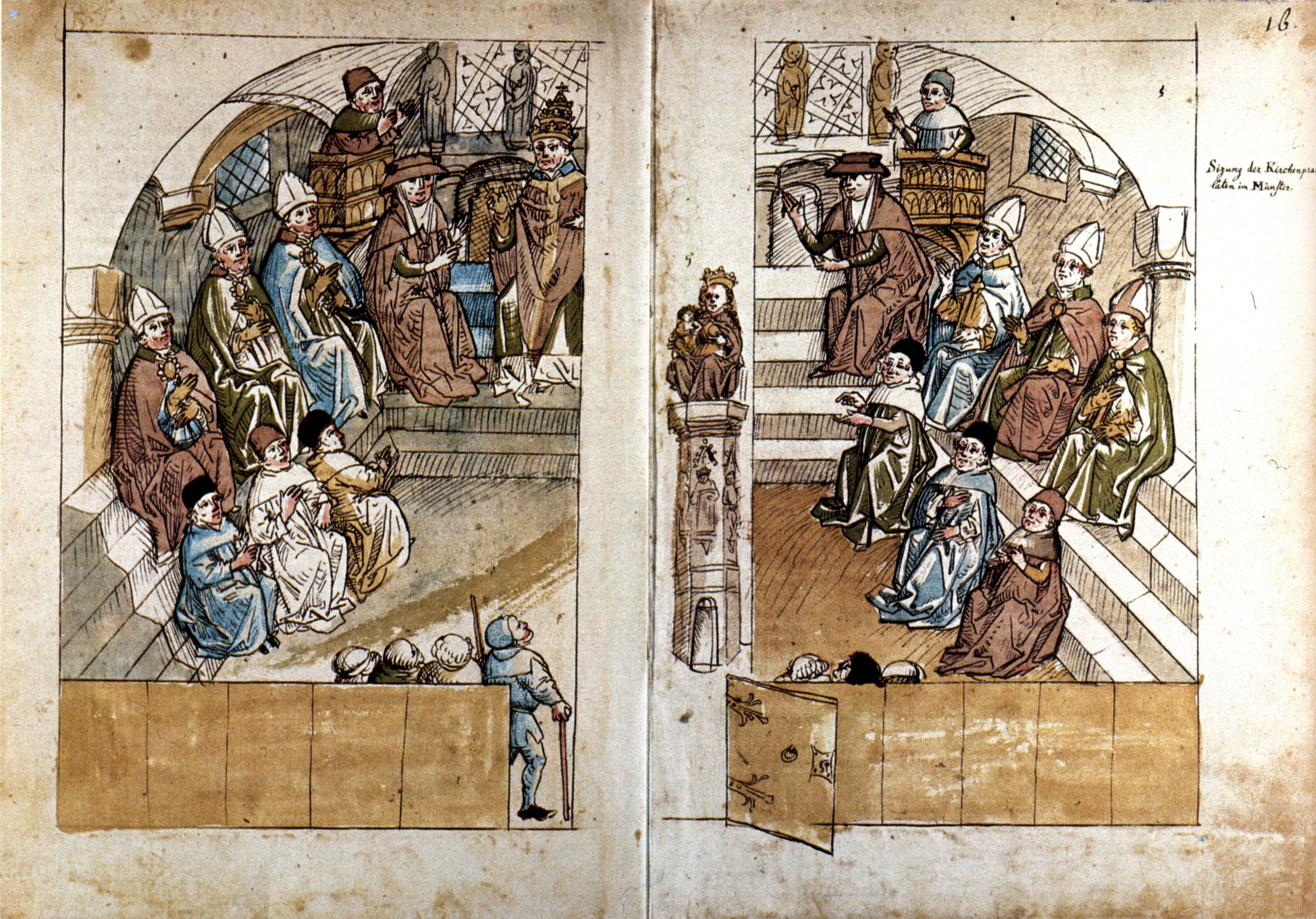
Dokument des Konstanzer Konzils

Frequens ist der Name für das auf dem Konzil von Konstanz am 9. Oktober 1417 verabschiedete Dekret; es sollte eine regelmäßige Konzilseinberufung durch den Papst gewährleisten. Mit diesem Dekret bestimmten die Konzilsteilnehmer  „für immer“ eine kontinuierliche Durchführung von Kirchenversammlungen.
Es wurde festgelegt, dass fünf Jahre nach dem Konstanzer Konzil ein weiteres und das zweite wiederum nach sieben Jahren stattfinden müsse. Von da an müssen mindestens alle zehn Jahre weitere Konzile  stattfinden. In der Tat folgte 1423 das Konzil von Pavia und 1431 begann das Konzil von Basel. Der Papst sollte ebenfalls zum Ende eines Konzils den Zeitpunkt für die nächste Versammlung ankündigen.  Diese Kontinuität sollte auch die im Konstanzer Dekret Haec sancta geforderte „Vormachtstellung“ der Entscheidungen des Konzils über den Papst bekräftigen, denn nur durch regelmäßige Konzile konnte man die Kontrolle über das Amt des Papstes sicherstellen. Seit dem Erlass des Edikts haben jedoch insgesamt nur fünf Konzilien stattgefunden.